# Brasc
Brasc est une commune française, située dans le département de l'Aveyron, en région Occitanie.

## Géographie

### Localisation et communes limitrophes
La commune de Brasc se trouve au sud  du département de l'Aveyron, en limite du Tarn, dans la petite région agricole des Monts de Lacaune.
Elle se situe à 58 km par la route de Rodez, préfecture du département, à 66 km de Millau, sous-préfecture, et à 65 km de La Cavalerie, bureau centralisateur du canton de Causses-Rougiers dont dépend la commune depuis 2015. La commune fait en outre partie du bassin de vie de Réquista.
Les communes les plus proches sont : Coupiac (2,8 km), Brousse-le-Château (4,7 km), Fraissines (Tarn) (5,1 km), Connac (5,2 km), La Bastide-Solages (5,4 km), Martrin (5,7 km), Montclar (6,0 km), Plaisance (6,0 km), Réquista (6,8 km).

### Communes limitrophes
Brasc est limitrophe de six autres communes.
| Réquista           | Connac  |          |
| Fraissines (Tarn)  | Brasc   | Montclar |
| La Bastide-Solages | Coupiac |          |

Le bourg de Brasc est situé, en distance orthodromique, 25 kilomètres à l'ouest de Saint-Affrique.

### Géologie et relief
Dans le parc naturel régional des Grands Causses, la commune de Brasc s'étend sur 20,14 km2.
L'altitude minimale, 214 mètres, se trouve localisée à l'extrême sud-ouest, là où le Tarn quitte la commune et sert de limite entre celles de Fraissines et de La Bastide-Solages. L'altitude maximale avec 658 mètres se situe à l'est, près des lieux-dits la Molière, les Rosiers et la Vergnière.

### Hydrographie

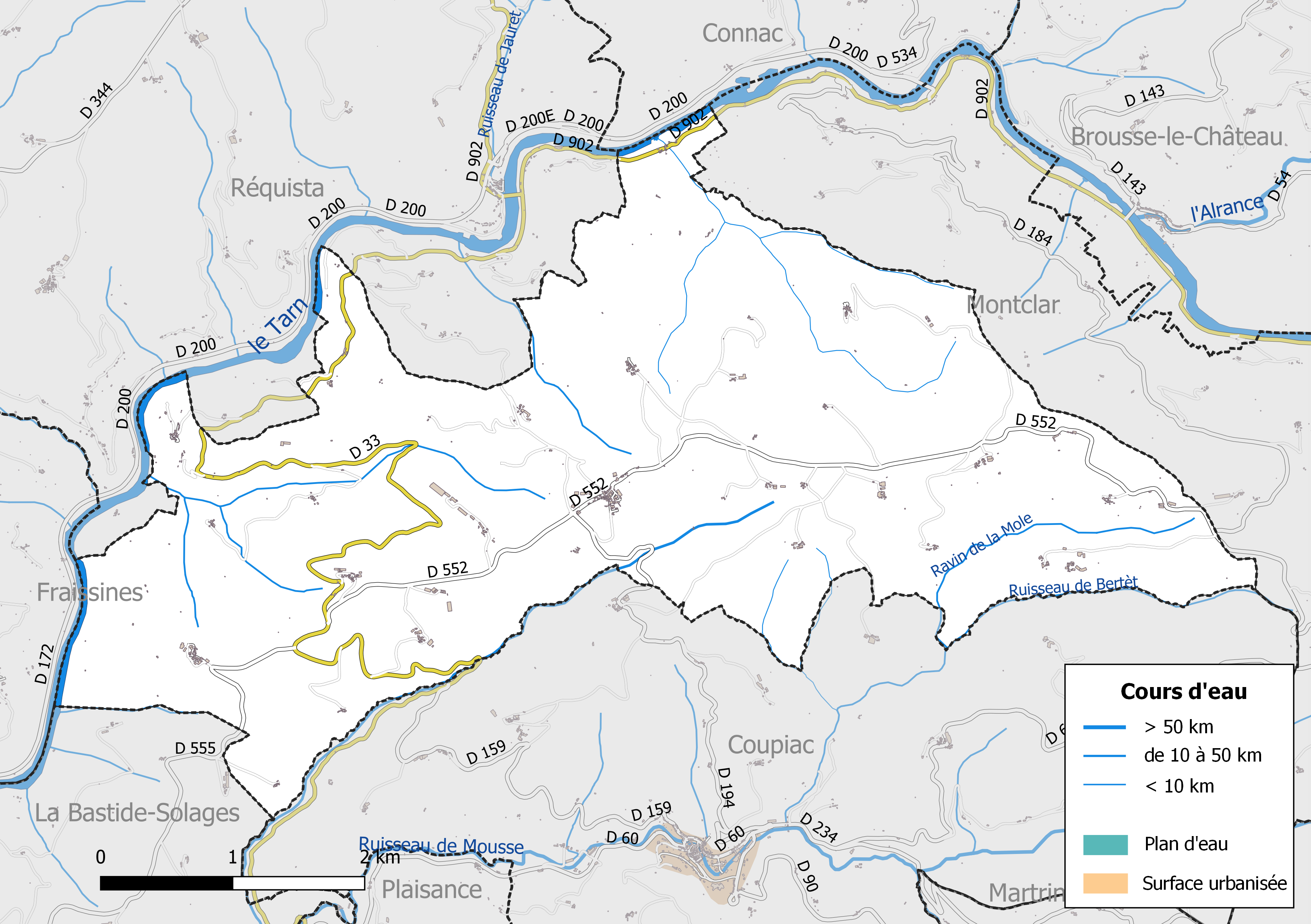
Réseaux hydrographique et routier de Brasc.

La commune est drainée par le Tarn, le ravin de la Mole, le ruisseau de Bertèt et par divers petits cours d'eau.
Le territoire communal est bordé au nord et à l'ouest par le Tarn, en quatre tronçons disjoints séparés par trois portions du territoire communal de Réquista situées en rive gauche du Tarn.
Le Tarn, d'une longueur totale de 380,2 km, prend sa source dans la commune de Pont de Montvert - Sud Mont Lozère (48) et se jette  dans la Garonne à Saint-Nicolas-de-la-Grave (82), après avoir arrosé 99 communes.

### Climat
Pour des articles plus généraux, voir Climat de l'Occitanie et Climat de l'Aveyron.
En 2010, le climat de la commune est de type climat océanique altéré, selon une étude s'appuyant sur une série de données couvrant la période 1971-2000. En 2020, Météo-France publie une typologie des climats de la France métropolitaine dans laquelle la commune est dans une zone de transition entre le climat océanique altéré et le climat de montagne et est dans la région climatique Sud-est du Massif Central, caractérisée par une pluviométrie annuelle de 1 000 à 1 500 mm, minimale en été, maximale en automne.
Pour la période 1971-2000, la température annuelle moyenne est de 11 °C, avec une amplitude thermique annuelle de 15,5 °C. Le cumul annuel moyen de précipitations est de 1 066 mm, avec 11,3 jours de précipitations en janvier et 6,6 jours en juillet. Pour la période 1991-2020, la température moyenne annuelle observée sur la station météorologique la plus proche, située sur la commune de La Bastide-Solages à 5 km à vol d'oiseau, est de 13,5 °C et le cumul annuel moyen de précipitations est de 950,8 mm,. Pour l'avenir, les paramètres climatiques de la commune estimés pour 2050 selon différents scénarios d'émission de gaz à effet de serre sont consultables sur un site dédié publié par Météo-France en novembre 2022.

### Milieux naturels et biodiversité

#### Espaces protégés
La protection réglementaire est le mode d’intervention le plus fort pour préserver des espaces naturels remarquables et leur biodiversité associée.
Dans ce cadre, la commune fait partie d'un espace protégé, le Parc naturel régional des Grands Causses, créé en 1995 et d'une superficie de 327 937 ha. Ce territoire rural habité, reconnu au niveau national pour sa forte valeur patrimoniale et paysagère, s’organise autour d’un projet concerté de développement durable, fondé sur la protection et la valorisation de son patrimoine,.

#### Zones naturelles d'intérêt écologique, faunistique et floristique
L’inventaire des zones naturelles d'intérêt écologique, faunistique et floristique (ZNIEFF) a pour objectif de réaliser une couverture des zones les plus intéressantes sur le plan écologique, essentiellement dans la perspective d’améliorer la connaissance du patrimoine naturel national et de fournir aux différents décideurs un outil d’aide à la prise en compte de l’environnement dans l’aménagement du territoire.
Le territoire communal de Brasc comprend deux ZNIEFF de type 1,, 
la « Rivière Tarn (partie Aveyron) » (2 381 ha pour 41 communes du département)
et la « Vallée du Tarn à Brousse » (1 398 ha pour 6 communes du département), 
et une ZNIEFF de type 2,, 
la « Vallée du Tarn, amont » (36 322 ha), qui s'étend sur 57 communes dont 31 dans l'Aveyron, 25 dans le Tarn et 1 dans la Lozère.

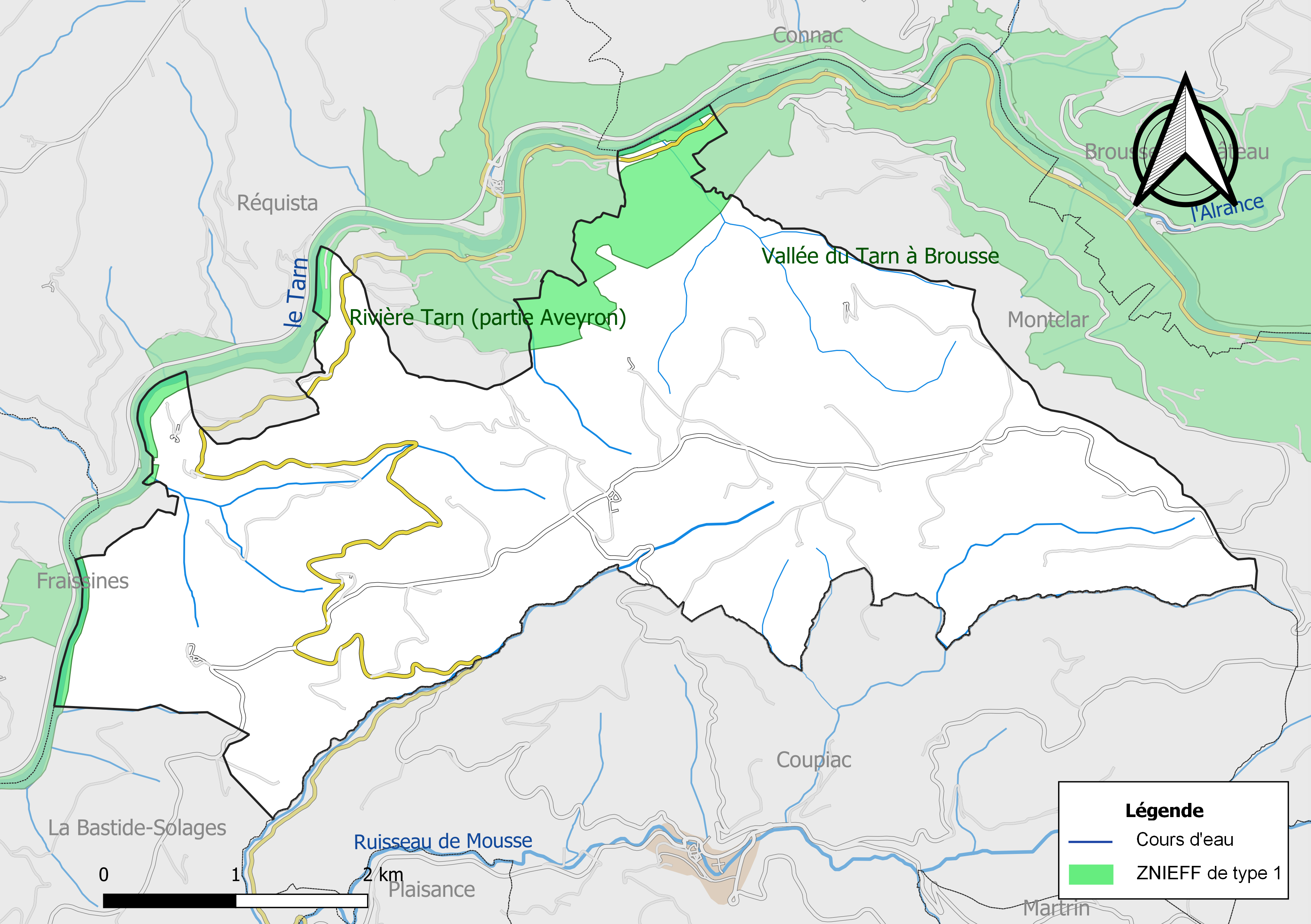
Carte des ZNIEFF de type 1 de la commune.
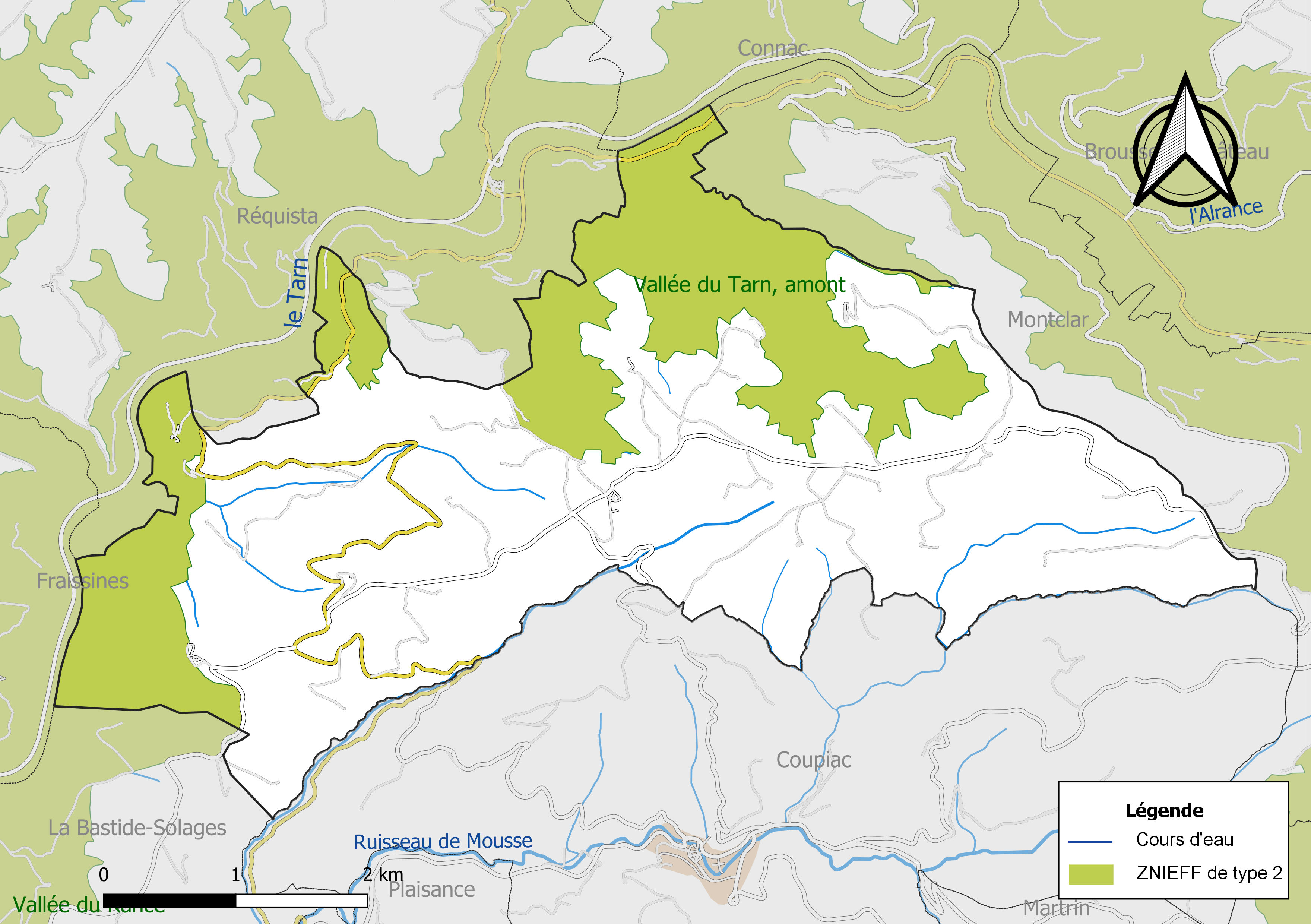
Carte de la ZNIEFF de type 2 de la commune.

## Urbanisme

### Typologie
Au 1er janvier 2024, Brasc est catégorisée commune rurale à habitat très dispersé, selon la nouvelle grille communale de densité à 7 niveaux définie par l'Insee en 2022.
Elle est située hors unité urbaine et hors attraction des villes,.

### Occupation des sols

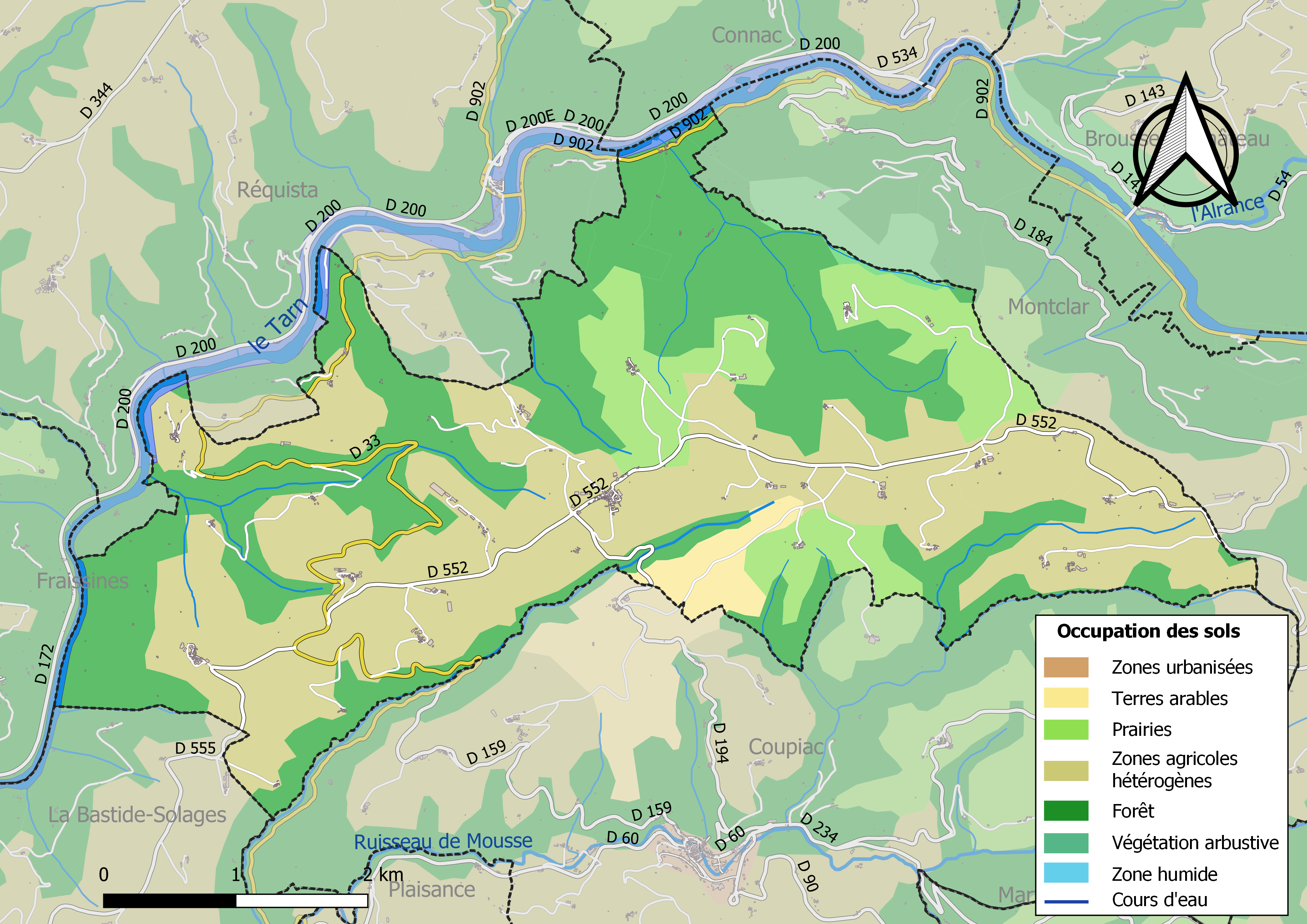
Infrastructures et occupation des sols de la commune de Brasc.

L'occupation des sols de la commune, telle qu'elle ressort de la base de données européenne d’occupation biophysique des sols Corine Land Cover (CLC), est marquée par l'importance des territoires agricoles (58,9 % en 2018), une proportion sensiblement équivalente à celle de 1990 (58,8 %). La répartition détaillée en 2018 est la suivante : 
zones agricoles hétérogènes (44,7 %), forêts (40 %), prairies (11,8 %), terres arables (2,3 %), eaux continentales (0,9 %), milieux à végétation arbustive et/ou herbacée (0,2 %).

### Planification
La commune ne disposait pas en 2017 de document d'urbanisme opérationnel et le règlement national d'urbanisme s'appliquait donc pour la délivrance des permis de construire.

### Hameaux et lieux-dits
Les principaux lieux-dits et hameaux sont la Croux et Saint-Dalmazi (au bord du Tarn) et Aspires, la Capelle et Senils (à l'intérieur de la commune).

### Voies de communication et transports
Traversée par la route départementale (RD) 552, la commune est également desservie par les RD 33, 194 et 902.

### Risques majeurs
Le territoire de la commune de Brasc est vulnérable à différents aléas naturels : climatiques (hiver exceptionnel ou canicule), feux de forêts et séisme (sismicité très faible).
Il est également exposé à deux risques particuliers, les risques radon et minier,.

#### Risques naturels
Le Plan départemental de protection des forêts contre les incendies découpe le département de l’Aveyron en sept « bassins de risque » et définit une sensibilité des communes à l’aléa feux de forêt (de faible à très forte). La commune est classée en sensibilité faible.

#### Risques particuliers
La commune est concernée par le risque minier, principalement lié à l’évolution des cavités souterraines laissées à l’abandon et sans entretien après l’exploitation des mines.
Dans plusieurs parties du territoire national, le radon, accumulé dans certains logements ou autres locaux, peut constituer une source significative d’exposition de la population aux rayonnements ionisants. Toutes les communes du département sont concernées par le risque radon à un niveau plus ou moins élevé. La commune de Brasc est classée à risque moyen à élevé.

## Toponymie
Le nom de la localité est attesté sous la forme Brascus en 1384.
Brasc serait un *bracu ayant subi l’attraction du suffixe ligure –ascum, comme le déterminant de Saint-Martin-de-la-Brasque. Dans 
Lou Tresor dóu Felibrige (le Trésor du Félibrige), Frédéric Mistral donne les formes brasc et brau avec le sens de « terrain peu consistant, marécageux.

## Histoire
La commune est créée en 1845 par démembrement de Coupiac.

## Politique et administration

### Découpage territorial
La commune de Brasc est membre de la communauté de communes du Réquistanais, un établissement public de coopération intercommunale (EPCI) à fiscalité propre créé le 20 mars 2000 dont le siège est à Réquista. Ce dernier est par ailleurs membre d'autres groupements intercommunaux.
Sur le plan administratif, elle est rattachée à l'arrondissement de Millau, au département de l'Aveyron et à la région Occitanie. Sur le plan électoral, elle dépend du  canton des Causses-Rougiers pour l'élection des conseillers départementaux, depuis le redécoupage cantonal de 2014 entré en vigueur en 2015, et de la troisième circonscription de l'Aveyron  pour les élections législatives, depuis le dernier découpage électoral de 2010.

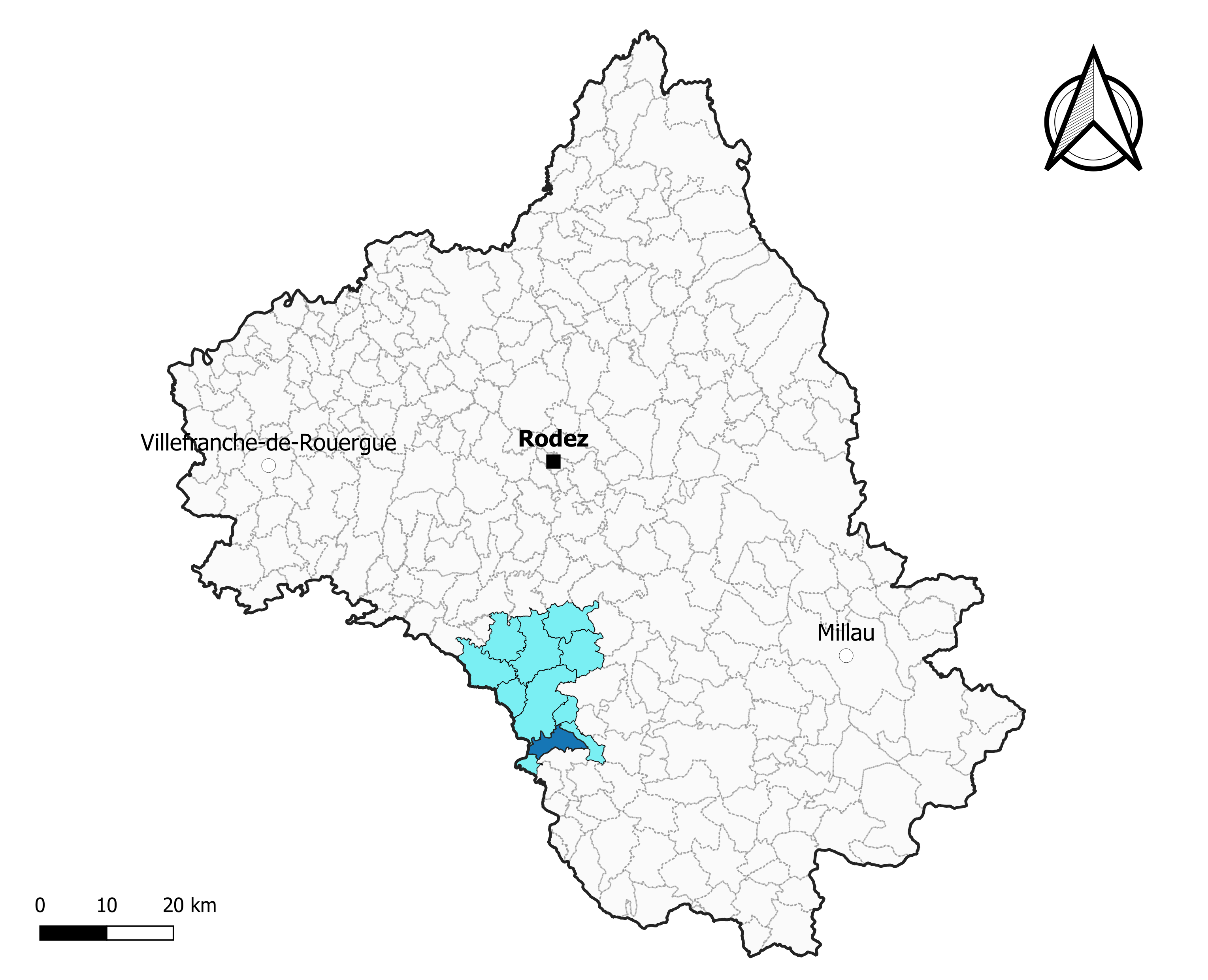
Brasc dans l'intercommunalité en 2020.
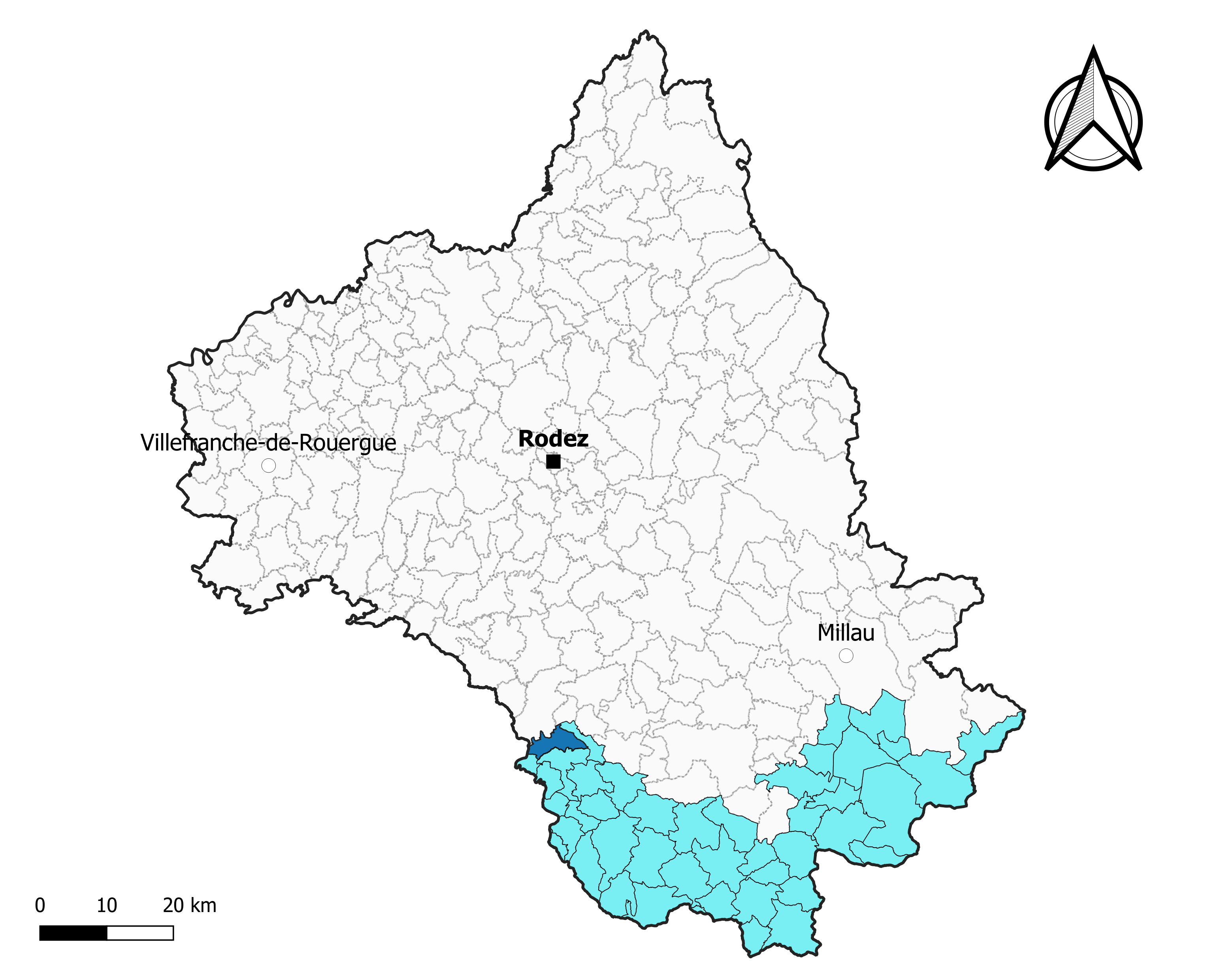
Brasc dans le canton des Causses-Rougiers en 2020.
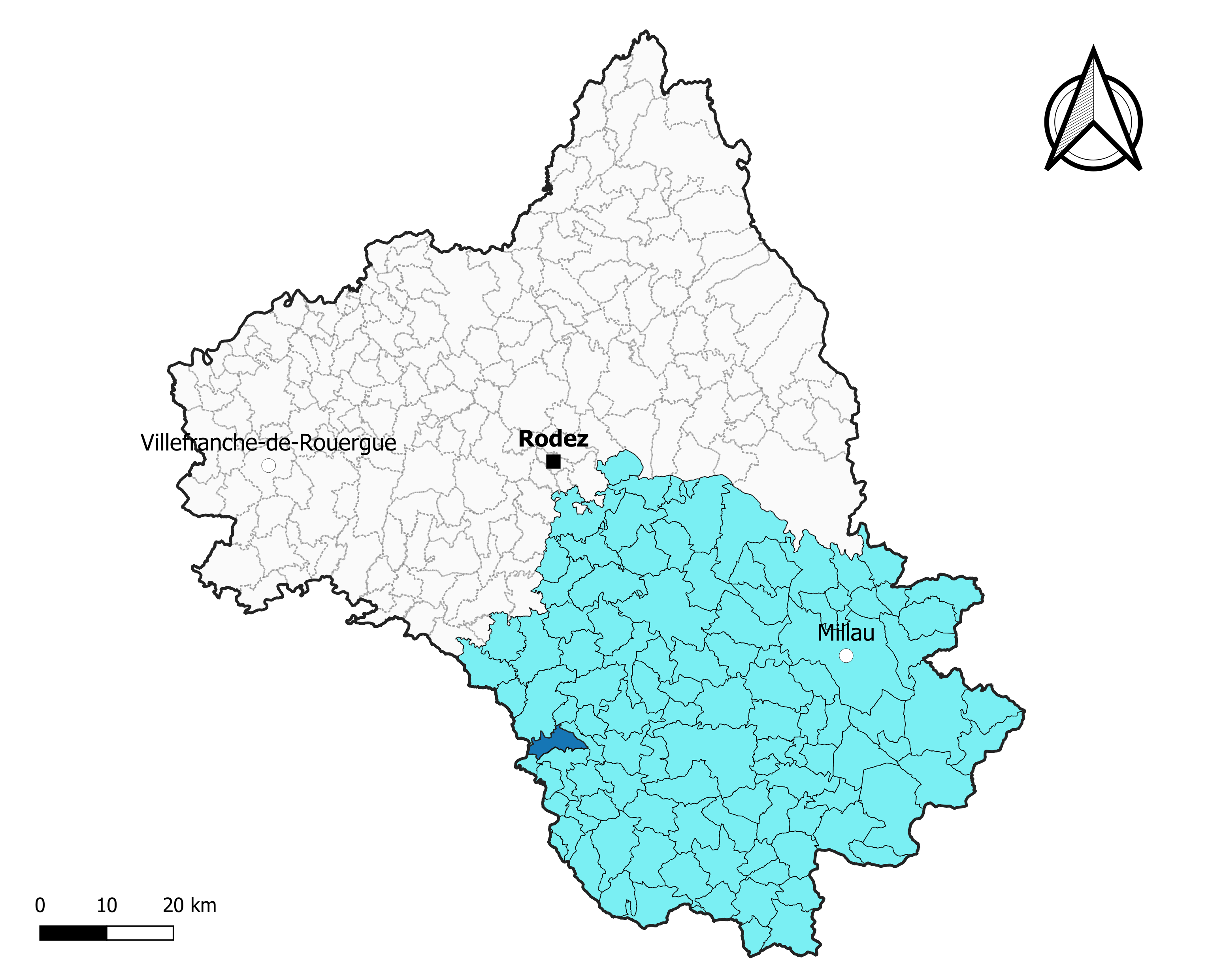
Brasc dans l'arrondissement de Millau en 2020.

### Élections municipales et communautaires

#### Élections de 2020
Le conseil municipal de Brasc, commune de moins de 1 000 habitants, est élu au scrutin majoritaire plurinominal à deux tours avec candidatures isolées ou groupées et possibilité de panachage. Compte tenu de la population communale, le nombre de sièges à pourvoir lors des élections municipales de 2020 est de 11. Sur les treize candidats en lice, onze sont élus dès le premier tour, le 15 mars 2020, correspondant à la totalité des sièges à pourvoir, avec un taux de participation de 48,05 %.
Jean-Charles Alibert, maire sortant, est réélu pour un nouveau mandat le 25 mai 2020.
Dans les communes de moins de 1 000 habitants, les conseillers communautaires sont désignés parmi les conseillers municipaux élus en suivant l’ordre du tableau (maire, adjoints puis conseillers municipaux) et dans la limite du nombre de sièges attribués à la commune au sein du conseil communautaire. Un siège est attribué à la commune au sein de la communauté de communes du Réquistanais.

#### Liste des maires
| Période                                  | Période   | Identité              | Étiquette | Qualité                                   |
| ---------------------------------------- | --------- | --------------------- | --------- | ----------------------------------------- |
| Les données manquantes sont à compléter. |           |                       |           |                                           |
|                                          |           |                       |           |                                           |
| mars 2001                                | mars 2014 | André Barthes         |           | Retraité                                  |
| avril 2014 (réélu en mai 2020)           | En cours  | Jean-Charles Alibert, | SE        | Ingénieur ou cadre technique d'entreprise |

## Démographie
L'évolution du nombre d'habitants est connue à travers les recensements de la population effectués dans la commune depuis 1846. Pour les communes de moins de 10 000 habitants, une enquête de recensement portant sur toute la population est réalisée tous les cinq ans, les populations de référence des années intermédiaires étant quant à elles estimées par interpolation ou extrapolation. Pour la commune, le premier recensement exhaustif entrant dans le cadre du nouveau dispositif a été réalisé en 2008.

En 2022, la commune comptait 172 habitants, en évolution de +4,88 % par rapport à 2016 (Aveyron : +0,37 %, France hors Mayotte : +2,11 %).
| 1846  | 1851  | 1856  | 1861  | 1866  | 1872 | 1876  | 1881  | 1886 |
| ----- | ----- | ----- | ----- | ----- | ---- | ----- | ----- | ---- |
| 1 188 | 1 205 | 1 168 | 1 064 | 1 053 | 999  | 1 032 | 1 056 | 928  |

| 1891 | 1896 | 1901 | 1906 | 1911 | 1921 | 1926 | 1931 | 1936 |
| ---- | ---- | ---- | ---- | ---- | ---- | ---- | ---- | ---- |
| 898  | 919  | 863  | 850  | 820  | 740  | 651  | 667  | 636  |

| 1946 | 1954 | 1962 | 1968 | 1975 | 1982 | 1990 | 1999 | 2006 |
| ---- | ---- | ---- | ---- | ---- | ---- | ---- | ---- | ---- |
| 565  | 474  | 428  | 309  | 271  | 244  | 190  | 174  | 197  |

| 2008 | 2013 | 2018 | 2022 | - | - | - | - | - |
| ---- | ---- | ---- | ---- | - | - | - | - | - |
| 203  | 164  | 170  | 172  | - | - | - | - | - |

## Économie

### Revenus
En 2018  (données Insee publiées en septembre 2021), la commune compte 77 ménages fiscaux, regroupant 165 personnes. La médiane du revenu disponible par unité de consommation est de 15 160 € (20 640 € dans le département).

### Emploi
| Division       | 2008  | 2013  | 2018  |
| -------------- | ----- | ----- | ----- |
| Commune        | 4,5 % | 7 %   | 5,2 % |
| Département    | 5,4 % | 7,1 % | 7,1 % |
| France entière | 8,3 % | 10 %  | 10 %  |

En 2018, la population âgée de 15 à 64 ans s'élève à 96 personnes, parmi lesquelles on compte 64,6 % d'actifs (59,4 % ayant un emploi et 5,2 % de chômeurs) et 35,4 % d'inactifs,. Depuis 2008, le taux de chômage communal (au sens du recensement) des 15-64 ans est inférieur à celui de la France et du département.
La commune est hors attraction des villes,. Elle compte 48 emplois en 2018, contre 57 en 2013 et 66 en 2008. Le nombre d'actifs ayant un emploi résidant dans la commune est de 57, soit un indicateur de concentration d'emploi de 84,2 % et un taux d'activité parmi les 15 ans ou plus de 41,6 %.
Sur ces 57 actifs de 15 ans ou plus ayant un emploi, 39 travaillent dans la commune, soit 68 % des habitants. Pour se rendre au travail, 43,9 % des habitants utilisent un véhicule personnel ou de fonction à quatre roues, 29,8 % s'y rendent en deux-roues, à vélo ou à pied et 26,3 % n'ont pas besoin de transport (travail au domicile).

### Activités hors agriculture
13 établissements sont implantés  à Brasc au 31 décembre 2019.
Le secteur du commerce de gros et de détail, des transports, de l'hébergement et de la restauration est prépondérant sur la commune puisqu'il représente 46,2 % du nombre total d'établissements de la commune (6 sur les 13 entreprises implantées  à Brasc), contre 27,5 % au niveau départemental.

### Agriculture
La commune est dans les Monts de Lacaune, une petite région agricole occupant le sud du département de l'Aveyron. En 2020, l'orientation technico-économique de l'agriculture  sur la commune est l'élevage d'ovins ou de caprins.
|               | 1988 | 2000  | 2010  | 2020  |
| ------------- | ---- | ----- | ----- | ----- |
| Exploitations | 32   | 23    | 22    | 17    |
| SAU (ha)      | 989  | 1 142 | 1 098 | 1 322 |

Le nombre d'exploitations agricoles en activité et ayant leur siège dans la commune est passé de 32 lors du recensement agricole de 1988  à 23 en 2000 puis à 22 en 2010 et enfin à 17 en 2020, soit une baisse de 47 % en 32 ans. Le même mouvement est observé à l'échelle du département qui a perdu pendant cette période 51 % de ses exploitations,. La surface agricole utilisée sur la commune a quant à elle augmenté, passant de 989 ha en 1988 à 1 322 ha en 2020. Parallèlement la surface agricole utilisée moyenne par exploitation a augmenté, passant de 31 à 78 ha.

## Culture locale et patrimoine

### Lieux et monuments

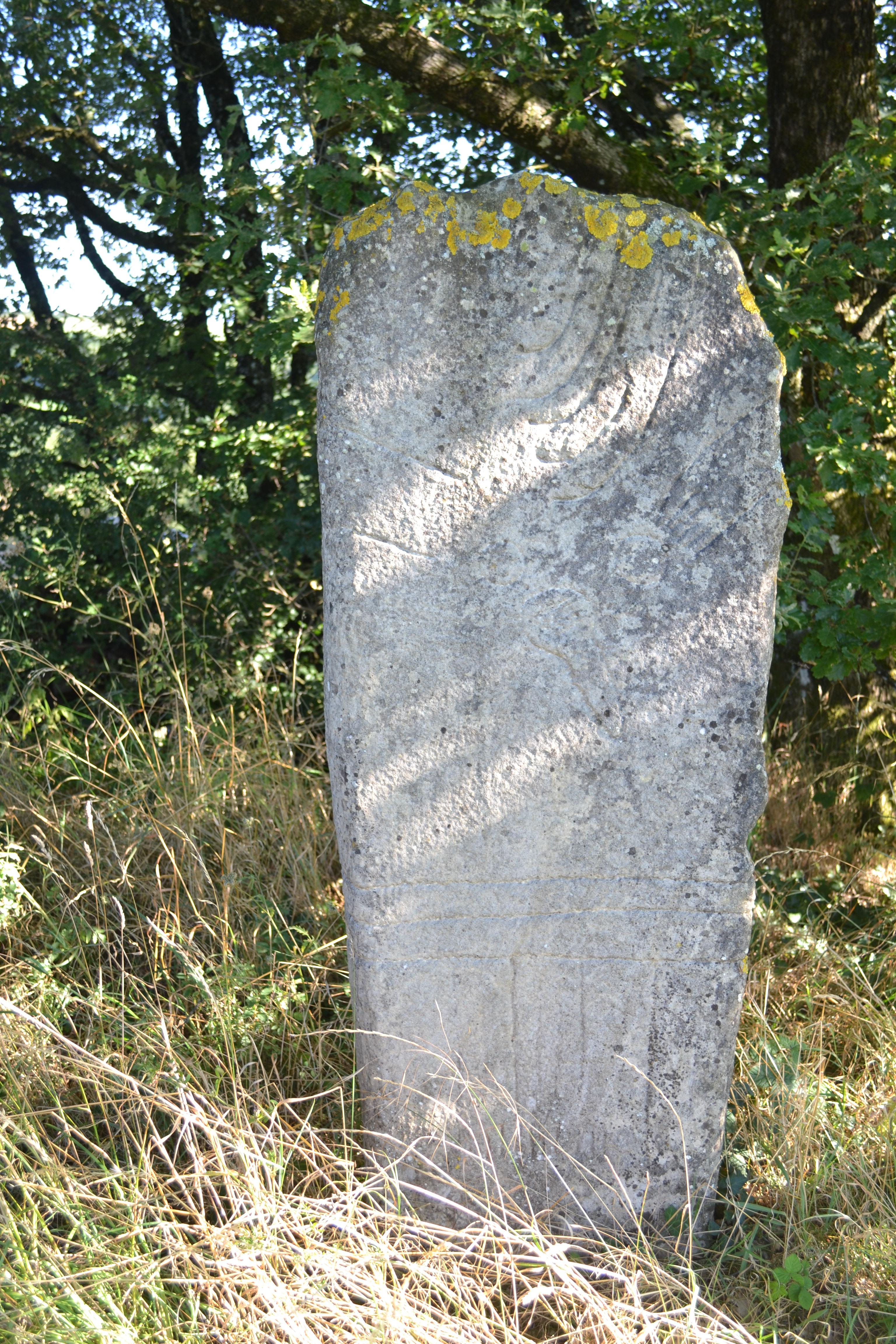
Copie de la statue-menhir de la Borie des Paulets.

- Statue-menhir de la Borie des Paulets, appartenant au groupe rouergat, datée du Néolithique.
- Église Saint-Jean de Brasc[54].
- Chapelle Saint-Dalmas de Saint-Dalmazi.